# Via Gesù
Via Gesù è una strada situata nel centro di Milano, tra via Monte Napoleone e via della Spiga. La strada, essendo all'interno di queste due vie, fa parte del quadrilatero della moda milanese.

## Storia e caratteristiche
La via, originariamente chiamata borgo Lissone, faceva anticamente parte dei "borghi" di Milano: nome con cui si definivano le vie al di fuori delle mura romane di Milano, situate sul tracciato odierno di via Monte Napoleone. Il nome della via mutò, in seguito all'insediamento del convento di Santa Maria del Gesù, in borgo del Gesù e in seguito in contrada del Gesù.
La via fa parte del cosiddetto quadrilatero della moda ed è considerata una delle zone più prestigiose della città. Tra i principali palazzi della via si possono ricordare:
- Casa Rizzoli, al n° 25
- Casa Viansson, al n° 12
- Palazzo de Herra, al n° 7
- Resti della chiesa del Gesù, al palazzo al n° 6-8

## Trasporti
- Montenapoleone